# Ferenc Forgách
Ferenc Forgách, (madžarsko Forgách Ferenc, ghymesi és gácsi gróf, slovaško František Forgáč, slovensko: Frančišek Forgač,  * 1560 Szentkereszt, Ogrsko kraljestvo ; † 19. marec 1637 Garamszentkereszt, Ogrsko kraljestvo;  je bil madžarski baron, teolog, škof, kardinal, pridigar, pisatelj in politik.

## Življenjepis
Ferenc Forgách (izg.: Forgáč) se je rodil v plemiški baronski družini z desetimi otroki: pet dečkov in pet deklic. Oče Simon je bil vojskovodja, mati Uršula rojena Pempflinger pa gospodinja. Na željo svojega strica, varadinskega škofa enakega imena in priimka kot on, ki je bil humanist in zgodovinar, je še kot otrok sprejel zopet vero svojih starih staršev in postal iz evangeličana katoličan. Bogoslovne študije je opravil na jezuitski  univerzi v Rimu, kjer je nanj močno vplival – podobno kot na njegovega bodočega naslednika na primaškem sedežu Petra Pazmanja - Robert Belarmin.  Nekaj časa je tudi sam želel postati jezuit. 

### Cerkvene službe
Ko se je vrnil domov, je nekaj časa preživel na Dunaju, nato pa postal 1586 ostrogonski kanonik. 22. decembra 1587 ga je cesar imenoval za veszprémskega škofa; ker so škofijo zasedali Turki, je najbrž ni nikoli obiskal. 10. julija 1596 ga je imenoval kralj za nitrskega škofa; papež ga je potrdil šele 2. aprila 1599; škofovsko posvečenje pa je prejel 30. aprila 1600.

V pomoč zoper protestante je poklical jezuite. 1601 je prišel na njegov dvor Péter Pázmány, s katerim je pripravil nov kapiteljski pravilnik v duhu Tridentinskega koncila. 1606 je postal kancler, 5. novembra 1607 pa ostrogonski nadškof in namestnik kralja Rudolfa. 10. decembra 1607 pa ga je Pavel V. imenoval za kardinala. 

### Delovanje
Frančišek je kot škof uspešno deloval za ureditev cerkvenih prilik, za duhovniško disciplino in obnovo katoliškega verskega življenja po protestantskem vdoru. S tem si je pridobil ugled po celi deželi. Kot tak je deloval kot protiutež Rudolfovim protikatoliškim svetovalcem. 1608 je vplival na državnem zboru in 1611 na nadškofijski sinodi v Trnavi na začetek katoliške obnove. Dosegel je, da so se klarise iz Trnave preselile v Bratislavo; tako so se spomladi 1615 naselili v njihov bivši samostan v Trnavi jezuiti. To je bila sedaj njihova prva postojanka na Ogrskem. 

Po letu 1609 se je v Trnavi zelo okrepila tiskarska dejavnost. O tem nimamo posebnih poročil, razen tiskovine in knjige, ki to potrjujejo. Katoliška Cerkev vsekakor ni mogla izhajati brez tiskane besede; tako je osnoval nadškofijsko tiskarno v Bratislavi Ferenc Forgách. 

Najprej je uspešno branil Nitro pred Bočkajevimi  napadi, nakar je 1604 moral zbežati pred vstajniki skupaj s kapitljem v Juro (Győr). Protestanti so zopet ropali po okolici ter iz stolnice odnesli dragulje ter dragocene listine. Na svojem zborovanju 1610 so si uredili neodvisno cerkveno organizacijo glede na določbe Dunajskega mira (1606), ki jim je – največ po zaslugi Jurija Turza –zagotovil enako versko svobodo kot katoličanom. 
V letu pred svojo smrtjo se je udeležil trnavskih mirovnih pogajanj med cesarjem Matjažem in Bethlenom. Protestantje so se bili pripravljeni pogajat, ko so doživeli vojaški poraz in ko je izostala obljubljena turška pomoč. 6. maja 1615 je njegovo prizadevanje za mirno rešitev bilo kronano z uspehom: cesar (za Madžare kralj) Matjaž in Bethlen sta podpisali mirovni sporazum, ki je zagotovil samostojnost Transilvanije in protestantom svobodo veroizpovedi. Žal je bil mir le delen in le začasen; toda vsaj za nekaj časa je prenehala verska vojna, ostala pa je delitev po za katoličane neugodnem načelu: "Cuius regio - eius relgio". 

### Dela
- Nagy Boldogasszony Congregatiojának Nagyszombatban Eredete. Nagyszombat, 1710.
- Regulái, avagy Rendtartási Nagyszombat Városában lévő N.-Boldog Asszony Congregatiojának a S. Miklós Templomában.  1745.
- De compessenda Hereticorum petulantia; (v rokopisu).

## Smrt in spomin
Kardinal Frančišek Forgač je umrl 16. oktobra 1615 v Garamszentkeresztu na Ogrskem. Izdihnil je na rokah svojega naslednika Petra Pazmanja. 
Danes se kraj imenuje Žiar nad Hronom na Slovaškem).  

Pokopali so ga v stolnico sv. Miklavža, Trnava, Slovaška, kjer njegovo truplo še sedaj počiva. Na trgu Námestie sv. Mikuláša stoji pomembna gotska umetnina – Bazilika svetega Miklavža. Med 1543 in 1820 je bila sedež ostrogonskih nadškofov. Kot deželno versko središče je postala Trnava 1978 glavni slovaški metropolitanski sedež.